# Паніотто Володимир Ілліч
Володи́мир Іллі́ч Паніо́тто (нар. 22 січня 1947, м. Київ) — український соціолог, доктор філософських наук, генеральний директор Київського міжнародного інституту соціології, професор кафедри соціології Університету «Києво-Могилянська Академія».

## Життєпис
Після закінчення механіко-математичного факультету Київського університету ім. Шевченка у 1970 році працював науковим співробітником Інституту філософії АН УРСР, пізніше завідувачем сектора комп'ютерного моделювання соціальних процесів.
У 1990 року очолив відділ методології та методів соціології Інституту соціології НАН України
Протягом 1991–1992 років працював на посаді професора Київського державного університету імені Тараса Шевченка.
У 1992 році за його ініціативи та допомоги з боку Валерія Хмелька та Майкла Сваффорда було створено Київський міжнародний інститут соціології, директором якого він став. Того ж року він обійняв посаду професора Національного університету «Києво-Могилянська академія».
У 1993 та 1995 роках проходив стажування у Колумбійському та Мюнхенському університетах, а також працював професором в Університеті Джонса Гопкінса.
З 1996 року є членом Європейської асоціації дослідників громадської думки і маркетингу (ESOMAR), а протягом 2001–2005 років був першим в Україні національним представником ESOMAR.
У 2002 року разом Євгеном Головахою був включений до видання «Who is who in the World».

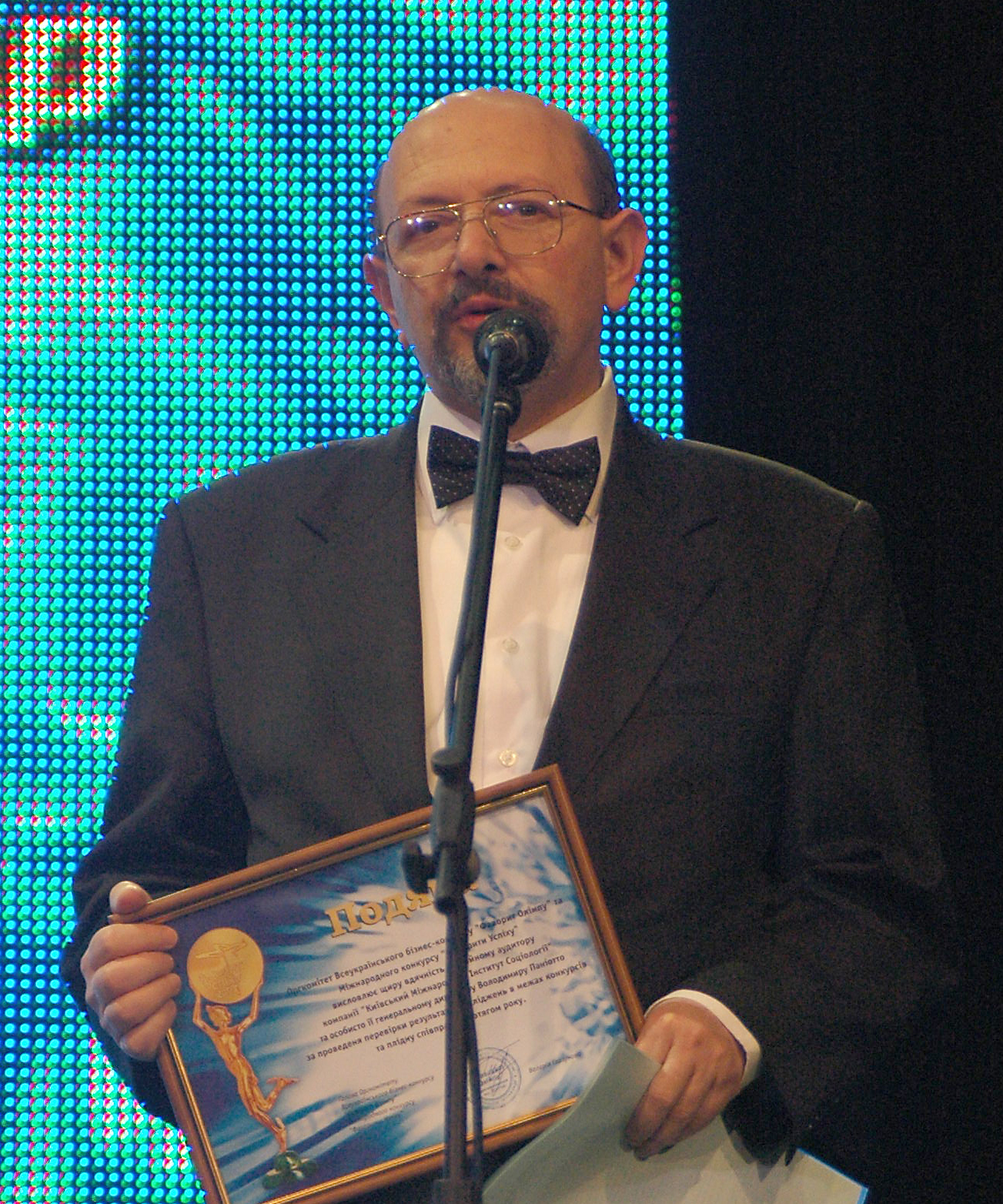
В. І. Паніотто на церемонії нагородження «Фаворитів Успіху — 2005»

У 2003 році адаптував методику рейтингових досліджень Міжнародного конкурсу торгових марок «Фаворити Успіху» до особливостей українського ринку.
Також брав участь у розробці методології екзит-полів, що проводилися Київським міжнародним інститутом соціології та групою компаній під назвою «Національний екзит-пол». Великий суспільний резонанс, неоднозначну оцінку та численні дискусії як в Україні так і у Росії викликали екзит-поли президентських виборів 2004 року.
З 2006 року є віце-президентом Української асоціації маркетингу (УАМ).
В. І. Паніотто є членом редколегій низки українських і російських журналів: «Соціологія: теорія, методи, маркетинг», «Маркетингові дослідження в Україні», «Статистика України», «4М: Методологія, Методи, Математичне моделювання в соціології».

## Громадська робота
Володимир Паніотто є членом Правління Соціологічної асоціації України, членом ESOMAR, WAPOR, AAPOR, Міжнародної соціологічної асоціації (ISA).

## Науковий доробок
В. І. Паніотто видав 10 книг і понад 200 статей та глав. 2 лютого 2022 року відбулась презентація книги "Соціологія в анекдотах". 
Він відомий як експерт з питань методології соціологічних досліджень. Інші теми публікацій — дослідження бідності; престиж професій; аналіз соціометричних даних; екзит-пол; ксенофобія.
У 1988 році отримав другу премію на всесоюзному конкурсі за книгу, написану у співавторстві з В. Максименком — Навіщо соціологу математика. — Радянська школа, 1988.

## Бібілографія
Книги
- Соціологія в анекдотах. — Паніотто В.І.  К.: Дух і літера, 2022. - 392 с.[11]

Монографії
- Статистичний аналіз соціологічних даних. — У співав. з В. С. Максименко, Н. М. Харченко. Київ: Видавничий дім «КМ Академія», 2004. — 270 с.
- Комп'ютерний аналіз соціологічних даних. — Разом з А.Горбачиком. (рукопис)
- Опыт моделирования социальных процессов. Под ред. В.Паніотто. — Киев: Наукова думка, 200 с., 1989
- Зачем социологу математика. В соавт. с В. Максименко. — Киев: Радянська школа, 222 с. 1988
- Почтовый опрос в социологическом исследовании. В соавт. с Ю.Яковенко.- Киев: Наукова думка, 138 с., 1988 (рос. мовою)
- Межгенерационная трудовая мобильность. В соавт. с В.Черноволенко, С. Макеевым и др. — Киев: Наукова думка, 320 с.,1988
- Качество социологической информации. — Киев: Наукова думка, 206 с., 1986
- Опросы населения. В соавт. с В. Рукавишниковым, Н. Чуриловым — Москва: Финансы и статистика, 208 с., 1984
- Количественные методы в социологических исследованиях. В соавт. с В. Максименко — Киев: Наукова думка, 272 с.,1982
- Престиж профессий и социально-профессиональніе ориентации молодежи. В соавт. с В. Черноволенко и В. Осовским. — Киев: Наукова думка, 214 с., 1979
- Структура межличностных отношений. Киев: Наукова думка, 128 с., 1975

Статті
- Ukrainian movement for perestroika («Rukh»): results of a sociological survey. — Soviet Studies, Vol.43, No.1, Glasgow, 1991
- Social Structure and Personality under Conditions of Radical Social Change: A Comparative Analysis of Poland and Ukraine. — American Sociological Review, 1997, August, Vol. 62, N.4 (with M.Kohn and others).
- V. Paniotto. The level of anti-semitism in Ukraine. — International Journal of Sociology. Fall 1999/ vol.29, No.3. — P.66-75.
- N. Kharchenko, V. Paniotto. Poverty profiles and coping mechanisms in Ukraine. — Poverty in Transition Economies. Ed. by S.Hutton and G.Redmond. Routledge, London-N.Y., 2000. — P.91-109.
- В. Паниотто, Н.Харченко. Социологические исследования как способ контроля результатов выборов и референдумов. // Социология: теория, методы, маркетинг. — 2001. — № 1. — С.155-170.
- Паніотто В. І., Хмелько В. Є. Динаміка ставлення населення до незалежності України та фактори, що її визначають. — Десять років соціально-економічних перетворень в Україні: спроба неупередженої оцінки. Ред. І. Бураковський. «К. І.С.», Київ, 2002, с.23-28
- Paniotto V., Shiraev E. Ukraine: Fears and Uncertainty. — Fears in Pos-Communist Societies. A Comarative Perspective. Ed. by V.Shlapentokh and E.Shiraev. Palgrave: N.Y., 2002. — p. 67-80
- В.Мітофскі, М.Едельман, В.Паніотто, Н.Харченко. Опитування «екзит пол»: історія, розвиток, методологія. — Загальнонаціональні опитування exit poll. — К.: Заповіт, 2002, с. 9-17
- M. Kohn, V. Paniotto, K. Slomczynsky and others. Structural Location and Personality During the Transformation of Poland and Ukraine. — Social Psychology Quarterly, vol.65, No.4, December 2002, p.364-386
- M. Kohn, V. Khmelko, V. Paniotto, Ho-Fung Hung. Social structure and personality During the process of Radical Social change: A Study of Ukraine in Transition. — Comparative Sociology, 2004, vol.3, issue 3-4
- V.Paniotto. Presidential Elections 2004 and the Orange Revolution. — Election time, Vienna, 2005
- O. Bekh, E. Murrugarra, V. Paniotto, T. Petrenko, V. Sarioglo. Ukraine school survey (Design Challenges, Poverty Links, and Evaluation Opportunities). — Are You Being Served? New Tools for Measuring Service Delivery. Ed.by S. Amin, J. Das, M. Goldstein. — The World Bank. — Washington, 2008. — c.251-270
- В.Паніотто. Динаміка ксенофобії і антисемітизму в Україні (1994–2007) — Соціологія: теорія, методи, маркетинг. 2008, N.1, c. 197–214
- E.J. Bromet, S.F. Gluzman, N.L. Tintle, V.I. Paniotto, C.P.M. Webb, V. Zakhozha, J.M. Havenaar, Z. Gutkovich, S. Kostyuchenko and J.E. Schwartz. The State of Mental Health and Alcoholism in Ukraine. — The WHO World Mental Health Surveys. Global Perspectives on the Epidemiology of Mental Disorders / Ed. by R.C. Kessler, N.B. Ŭstün. Cambridge University Press, 2008, p.431-447.
- V.Paniotto, N.Kharchenko. What Poverty Criteria Are Best for Ukraine? — Problems of Economic Transition, vol. 51, no. 7, November 2008, pp.5-12.
- N. Kharchenko and V. Paniotto. Exit Polling in an Emergent Democracy: The Complex Case of Ukraine. Survey Research Methods (2010), Vol.4, No.1, pp. 31-42
- Паніотто В. І., Хмелько В. Є. Чи хочуть українці в ЄС?. «Українська Правда». 2011. Архів оригіналу за 14 липня 2013. Процитовано 20 грудня 2011.
- В.Паниотто. Измерение надежности социологической информации. Измерение обоснованности (ва-лидности) социологической информации. Измерение правильности социологической информации. Измерение точности (устойчивости) социологической информации. Измерение ошибки — Социологический словарь / отв.ред. Г. В. Осипов, Л. Н. Москвичев; уч.секр. О. Е. Чернощек. — М.: Норма: Инфа-М, 2010. — 608 с.
- В.Паниотто. Валидность (обоснованность) социологической информации. Качество социологического исследования. Надежность социологической информации. Правильность социологической информации. — Социологический словарь / отв.ред. Г. В. Осипов, Л. Н. Москвичев; уч.секр. О. Е. Чернощек. — М.: Норма: Инфа-М, 2010. — 608 с.
- В.Паниотто. Вес социометрического выбора. Индексы социометрические. Методы социометрические (социометрический тест). Опрос социометрический. Обработка данных социометрических — Социологический словарь / отв.ред. Г. В. Осипов, Л. Н. Москвичев; уч.секр. О. Е. Чернощек. — М.: Норма: Инфа-М, 2010. — 608 с.
- Е. В. Жулькевская, В. И. Паниотто Анализ сетевой в социологии. Критерий социометрический. Подструктура. Социограмма. Социоматрица. Социометрия Социологический словарь / отв.ред. Г. В. Осипов, Л. Н. Москвичев; уч.секр. О. Е. Чернощек. — М.: Норма: Инфа-М, 2010. — 608 с.
- N. Kharchenko and V. Paniotto. Exit Polling in an Emergent Democracy: The Complex Case of Ukraine. Survey Research Methods (2010), Vol.4, No.1, pp. 31-42
- N. Kharchenko and V. Paniotto. The Ukraine Presidential Election: Comparing the 2010 and 2004 exit polls. WAPOR newsletter Second Quarter 2010, pp. 10-14 http://wapor.unl.edu/pdf/Newsletters/2q2010.pdf
- Паніотто В. І., Харченко Н. М. Соціологічні дослідження як спосіб контролю результатів виборів та референдумів. — Соціологія політики: хрестоматія. — К.: Видавництво Європейського ун-ту, 2010, т.2, частина 2, с.90-105 (передруковано з 138).
- В.Паніотто. Ігор Семенович Кон: фото коментар, листування. Соціологія: теорія, методи, маркетинг. 2011, N.2, c. 3-9
- Паніотто В. І., Харченко Н. М. Глава 32. Методичні особливості проведення екзит-полів. — Соціологія політики: підручник у 2-х частинах. За ред. В. А. Полторака, О. В. Петрова, А. В. Толстоухова — К.: Видавництво Європейського ун-ту, 2011, т.2, частина 2, с.283—301.
- В.Паниотто, Н.Харченко. Кризис в методах опроса и пути его преодоления. — Социология: теория, методы, маркетинг, 2012, N.1, c. 3-20
- В.Паниотто. «Кризис в методах опроса и пути его преодоления»: соображения по теме международной конференции. — Вестник общественного мнения. Данные. Анализ. Дискуссии. 2012, N 4(110), с.113 (Москва, издание Левада-центра)
- В.Паніотто, А.Грушецький. Чи ще не вмерло моделювання? Історія соціального моделювання в Україні та агентно-орієнтований підхід на прикладі прогнозування мовної ситуації в Україні. — Сучасні методи збору і аналізу даних в соціології / За науковою ред. Є. І. Головахи і Т. Я. Любивої. — К.: Інститут соціології НАН України, 2013. — 140с.
- В. Паниотто. Украина. Евромайдан. Вестник общественного мнения. Данные. Анализ. Дискуссии. 2013, N 3-4(116), с.3-16 (Москва, издание Левада-центра)
- В.Паніотто. Амосов і моделювання соціальних процесів. — Соціологія: теорія, методи, маркетинг, 2014, N.1, c. 199–206
- А.Мазурок, В.Паниотто, Н.Харченко. Факторы электоральной популярности ВО «Свобода». — Социология: теория, методы, маркетинг, 2014, N.2, c. 82-100
- В. Паниотто. Украина. Евромайдан. — Вестник общественного мнения. Данные. Анализ. Дискуссии. 2013, N 3-4(116), с.3-16
- В.Паниотто. Евромайдан. До и после победы. Вестник общественного мнения. Данные. Анализ. Дискуссии. 2014, N 1-2(117), с.135-140
- V.Paniotto. Euromaidan: Profile of a Rebellion. — Global Dialogue, 2014, Volume 4, Issue 2

- В.Паниотто. Евромайдан внутри и снаружи: результаты социологических исследований. - – К.: Інститут соціології НАН України, 2015. –  с.15-33  164с.

- В. Паниотто, В. Хмелько. Встречи с Ядовым. - Соціологічні читання пам’яті Наталії Паніної і Володимира Ядова. Виступи та есе / За наук. ред. Є.І. Головахи та О.Г. Стегнія. — К.: Інститут соціології НАН України, 2016. — с.114.
- В.Паніотто. Чинники щастя і соціальна напруженість. – Проблеми розвитку соціологічної теорії: структурні зміни і соціальна напруженість. Матеріали IV Міжнарод. Наук.-практ. Конференції. – К.: Логос, 2017
- В.Паніотто.  Методи опитувань в Україні: історія та сучасні проблеми. – Методологія і методи соціологічних досліджень в Україні: історія і сучасні проблеми.  До 70-річчя Володимира Паніотто: збірник статей за матеріалами конференції, 22 січня, м.Київ. – Київ: Інститут соціології НАН України, ХНУ імені В.Н.Каразіна, 2017. – 208 с., с.12-27
- В.Паніотто. Формування національної вибірки за умов анексії Криму і окупації частини Донбасу. – Нові нерівності – нові конфлікти: шляхи подолання. Третій конгрес Соціологічної асоціації України. Тези доповідей. – Харків: САУ, ХНУ імені В.Н.Каразіна, 2017. – с.22
- В.Паниотто. История выборочных исследований в Украине: опыт сотрудничества с Николаем Чуриловым и Лесли Кишем. – Українське суспільство: що ми знаємо, чого не знаємо і чого уникаємо? Матеріали Міжнародних соціологічних читань пам’яті Н.В.Паніної. – Київ: Інститут соціології НАН України, 2017. – 152 с., с.51-61
- В.Паніотто. Методи і досвід дослідження парламенту України. - СЬОМА ЩОРІЧНА МІЖНАРОДНА КОНФЕРЕНЦІЯ «ПАРЛАМЕНТСЬКІ ЧИТАННЯ». – Київ, Лабораторія законодавчих ініціатив, 2017. – 110с., с. 5-11.

- В. Паніотто, Ю. Сахно, А. Пясковська. Динаміка рівня щастя та його детермінанти. Україна 2001 – 2017. -  Соціологія: теорія, методи, маркетинг, 2018, N1- С.84-101
- N.Kharchenko, V.Paniotto, O. Perverzyev. Up-to-date view on the crisis in survey methods and ways to overcome. – Ukrainian Sociology in the 21st Century. Theory, Methods. Research results. Ed by V.Bakirov, Y.Golovakha. -  Kharkiv: Інститут соціології НАН України, ХНУ імені В.Н.Каразіна, SAU, 2018. – 559p. p.173-190
- В.Паниотто. Анекдоты о маркетинге и рекламе. Часть 1. - Маркетинг в Україні, 1918, N6
- В.Паніотто. Довіра населення України до соціологічних опитувань (2002-2018) - Маркетинг в Україні, 1919, N1, с.4-11
- В.Паниотто. Анекдоты о маркетинге и рекламе. Часть 2. - Маркетинг в Україні, 1919, N4, с.66-70
- В.Паніотто. Розвиток методів соціологічних досліджень в Інституті філософії АН УРСР (1968-1990рр). – Академічна соціологія в Україні (1918-2018). У 2-х томах. Том 2. Спогади, інтерв’ю, статті. – Київ: Інститут соціології НАН України, 2019. – 345 с. , с.45-54
- В.Паніотто. Майбутнє методів соціологічних досліджень.- Соціологія майбутнього і майбутнє соціології в ХХ1 столітті. – Київ: Інститут соціології НАН України, 2019. – 128 с., с.49-65
- В.Паниотто. Анекдоты о маркетинге и рекламе. Часть 3. - Маркетинг в Україні, 2019, N6, с.63-68
- Paniotto V.I.  The attitude of Ukraine’s population to Russia and Russia’s population to Ukraine (2008–2020).  -  Наукові записки НаУКМА. Том 3. Соціологічні науки. – 2020, с.3-14

Академічна активність:
- 20 квітня 2010, Київ, Ун-т Шевченка, круглий стіл на тему: "Екзит-поли під час президентських виборів 2010: методологія, похибки, точність прогнозування",
- Доповідь «проблеми національного екзит-полу і їх вирішення»
- 12-16 травня, Чикаго (США), Щорічна 65 спільна конференція  WAPOR-AAPOR, доповідь THE ROLE OF EXIT-POLLS DURING ELECTIONS IN UKRAINE IN 1998-2010
- 22 вересня, Київ International workshop: “Introduction to Contemporary Ukrainian Reality”   International workshop "Introduction to Contemporary Ukrainian Reality" for participants of research trip to Ukraine of the group of professors and graduate students from Centre for Baltic and Eastern European Studies (CBEES) Sodertorn University, Stockholm, Sweden.    Доповідь «Екзит-поли під час виборів в Україні»
- 1 жовтня 2010, Київ, 7-ма Міжнародна конференція «Маркетингові дослідження в Україні»,  доповідь  «Використання мережевих методів для оцінки чисельності невеликих груп населення»
- 13 жовтня, Київ, прес-конференція Міжнародної фундації електоральних систем (IFES)
- «Зміни та побоювання:громадська думка в Україні – 2010»,  доповідь – «Методологія дослідження»
- 22 - 23 жовтня 2010 року у м. Форлі (Італія) проходила конференція: “The European Union and Russia in the Post-soviet Area: Shared Neighbourhood or Battlefield of Influence?”Доповідь – «Україно-російські відносини»
- 15th World convention of Association for the Study of Nations (ASN), New York, 14-16 April 2011 – доповідь Ukraine-Russia relations as perceived by the Ukrainian and Russian population (2008-2011)
- 4-а  конференція Європейської асоціації опитувань (ESRA conference in Lausanne, July 18 to July 22, 2011 - Changing research methods in Ukraine: CATI or Mixed-Mode Surveys?
- 21 - 22 жовтня 2011 р.  Форлі (Італія) конференція:  “ The New Presidential Elections in Russia and the Challenges of Modernization ” - Modernization, Democracy and Russian-Ukraine Relations
- Україно-російська конференція  “Криза в методах опитування і шляхи її подолання» (Київ, 28-30 жовтня 2011) - Кризис в методах опроса и пути его преодоления
- 28 вересня 2011, Київ,ReMark - 8-ма Міжнародна конференція «Маркетингові дослідження в Україні»
- Міжнародна конференція    “Літні люди в Україні: свої чи чужі?» (Київ, 15-16 лютого  2012) - Добробут, здоров’я та щастя літніх людей в Україні (2001-2011)
- Круглий стіл «ЯКОЮ Є, МОЖЕ ТА МАЄ БУТИ ПУБЛІЧНА СОЦІОЛОГІЯ В УКРАЇНІ?» 28 травня 2012 – Проект «Дзеркало суспільства»
- Дев'ята Міжнародна конференція Re: Mark 2012 ("Маркетингові дослідження: інструменти та технології"), 28 вересня 2012 -  А.Красновський, В.Паніотто Опитування в режимі реального часу
- Круглий стіл Комітету Верховної Ради з питань прав людини, національних меншин і міжнаціональних відносин «День памяти жертв Холокоста» .24 січня  2012  - Виступ «Динаміка ксенофобії і антисемітизма в Україні»
- Міжнародна конференція    “50 років міжнаціональних порівняльних досліджень соціальної структури і особистості: США, Польща, Японія, Україна та Китай: 1956-2006 » (Пекін, 12 жовтня 2013) - Методологія досліджень Мелвіна Кона та її вплив  на розвиток соціології в Україні
- The fifth Conference of the European Survey Research Association (ESRA) Ljubljana, Slovenia, 15--19 of July, 2013. - В.Паніотто, Н.Харченко, А.Грушецький - The increase in support of Right ideology: assessing the Social and Economical Context in Ukraine
- Виступ «Аналіз та інтерпретація соціологічних досліджень прес-службами державних структур»,  Семінар «Особливості діяльності прес-служб державних установ та організацій в умовах інформаційної війни», організовано Фондом Демократичні ініціативи за підтримки посольства США,  Київ, 28 квітня
- Виступ «Методологія збору даних», Семінар «Інвестиційний атлас України» Державного агентства з інвестицій та управління національними проектами України, Київ, 28 квітня
- Виступ «Динаміка бідності 1994-2014», Відкрита панельна дискусія «Бідність в Україні: нові виклики, ризики, тенденції», що організована Інститутом демографії та соціальних досліджень імені М.В. Птухи НАН України, 20 листопада 2014 року
- Виступ «Співвідношення суб’єктивних і об’єктивних характеристик при визначені середнього класу» на Фаховій діскусії «Середній клас в Україні: соціологічний портрет». Центр Разумкова,  20 листопада 2014 року
- Виступ на 2-х секціях у дискусіях, Конгрес «Україна-Росія: діалог», Київ, 24-25  квітня
- Доповіді  Н.Харченко, В.Паніотто, А.Красновський "Зростання підтримки радикальної (правої) партії в Україні: Оцінка соціально-економічного контексту" та  Н.Харченко, В.Паніотто, "Динаміка соціальних індикаторів в Україні" на сесвітньому конгресі соціологів, що пройшов 13–19 липня в Японії
- Виступ "Екзит-пол 2014", 10-й міжнародний Danyliw Research Seminar кафедри українознавства Університету Оттави (Канада), 30 жовтня – 1 листопада
- Щорічна почесна Zenovia Sochor Parry Memorial Lecture, тема "Українське суспільство сьогодні та його основні соціальні показники 1994-2014", 3 жовтня, Гарвард, Український інститут Америки (HURI), Бостон, США
- Виступ "Українська політика й суспільство після Євромайдану і Януковича", семінар «Сучасна Україна» Українського інституту Америки (HURI), 4 жовтня, 2014,  Бостон, США
- Доповідь «Українське суспільство сьогодні і його головні соціальні індикатори (1994-2014)»
- Школа політичного менеджменту,  Грудень 5, 2014
- Доповідь «Євромайдан ззовні та всередині: результати соціологічних досліджень.», Панінські читання, Київ, 13 грудня 2014
- Паниотто, Красновский.  Телефонные опросы сегодня: Проблемы и решения. –Четырнадцатая Международная Научно-Практическая Конференция «Маркетинг в Украине». Киев,  12-13 декабря 2014.
- Доповідь «Об’єктивне і суб’єктивне у вимірюванні бідності.» Міжнародна науково-практична конференція  ”Нові виклики бідності в Україні” 15 грудня 2014 року, м. Київ
- Доповідь «Ситуація на Донбасі у дзеркалі громадської думки». Доповідь на Вченій Раді у НІІ МВС 9 лютого 2015
- Report “UKRAINE AFTER MINSK II”,   Conference 3rd UKRAINE REALITY CHECK,  Riga  April 16, 2015